# Bashir Adam
Bashir Adam (* 21. Juli 1987 in Darmstadt) ist ein deutscher Taekwondoin.
Er ist Sportsoldat und startet für Handok Wiesbaden in der Klasse Herren bis 78 kg.
Bashir Adam wurde 2007 zum zweiten Mal Deutscher Meister und 2006 Dritter der Europameisterschaft in Bonn. Auch 2008 gewann er Bronze bei der Europameisterschaft.